# Премедикация
Премедика́ция (от лат. pre — перед; лат. medicamentum — лекарство) — предварительная медикаментозная подготовка больного к общей анестезии и хирургическому вмешательству. Цель данной подготовки — снижение уровня тревоги пациента, снижение секреции желез, усиление действия препаратов для анестезии. Премедикация производится комбинацией препаратов и в большинстве случаев включает в себя наркотический анальгетик, седативный и антигистаминный препарат.
Премедикация чаще всего состоит из двух этапов. Вечером, накануне операции, назначают внутрь снотворные средства в сочетании с транквилизаторами и антигистаминными препаратами. Особо возбудимым больным эти препараты повторяют за 2 часа до операции. Кроме того, обычно всем больным за 30—40 минут до операции вводят антихолинергические средства и анальгетики. Если в план анестезии не включены холинэргические препараты, то назначением атропина перед операцией можно пренебречь, однако у анестезиолога всегда должна быть возможность его введения во время анестезии. Необходимо помнить, что если планируется использование во время анестезии холинэргических препаратов (сукцинилхолин, фторотан) или инструментальное раздражение дыхательных путей (интубация трахеи, бронхоскопия), то имеется риск возникновения брадикардии с возможным снижением артериального давления и развитием более серьёзных нарушений сердечного ритма. В этом случае, назначение в премедикацию антихолинергических препаратов (атропин, метацин, гликопирролат, гиосцин) для блокады вагальных рефлексов является обязательным.
Обычно средства премедикации при плановых операциях вводят внутримышечно, перорально или ректально. Внутривенный путь введения нецелесообразен, так как при этом продолжительность действия препаратов меньше, а побочные эффекты более выражены. Только при неотложных оперативных вмешательствах и особых показаниях их вводят внутривенно.